# ウォルポール＝タウンゼンド内閣
ウォルポール＝タウンゼンド内閣（英語: Walpole–Townshend ministry）は、グレートブリテン王国の内閣。1721年から1730年まで在任。

## 概要
南海泡沫事件を経てホイッグ党の最有力者となったロバート・ウォルポールが第一大蔵卿に就任し成立した。議会の支持を受けて政権を執ったため、イギリスでの議院内閣制が始まった内閣である。1721年から1722年、1722年から1727年、1727年から1730年の三次にわたって展開された。1730年にタウンゼンド子爵が辞任してウォルポール単独での組閣となった。

## 閣僚
| 役職             | 肖像 | 名前                           | 在任            |
| ---------------- | ---- | ------------------------------ | --------------- |
| 第一大蔵卿       |      | ロバート・ウォルポール         | 1721年 - 1730年 |
| 財務大臣         |      | ロバート・ウォルポール         | 1721年 - 1730年 |
| 庶民院院内総務   |      | ロバート・ウォルポール         | 1721年 - 1730年 |
| 北部担当国務大臣 |      | タウンゼンド子爵               | 1721年 - 1730年 |
| 南部担当国務大臣 |      | カートレット男爵               | 1721年 - 1724年 |
| 南部担当国務大臣 |      | ニューカッスル公爵             | 1724年 - 1730年 |
| 大法官           |      | マクルズフィールド伯爵         | 1721年 - 1725年 |
| 大法官           |      | キング男爵                     | 1725年 - 1730年 |
| 王璽尚書         |      | キングストン＝アポン＝ハル公爵 | 1721年 - 1726年 |
| 王璽尚書         |      | トレヴァー男爵                 | 1726年 - 1730年 |
| 枢密院議長       |      | タウンゼンド子爵               | 1721年          |
| 枢密院議長       |      | カールトン男爵                 | 1721年 - 1725年 |
| 枢密院議長       |      | デヴォンシャー公爵             | 1725年 - 1730年 |
| 枢密院議長       |      | トレヴァー男爵                 | 1730年          |
| 海軍卿           |      | バークレー伯爵                 | 1721年 - 1727年 |
| 海軍卿           |      | トリントン子爵                 | 1727年 - 1730年 |
| 兵站部総監       |      | マールバラ公爵                 | 1721年 - 1722年 |
| 兵站部総監       |      | カドガン伯爵                   | 1722年 - 1725年 |
| 兵站部総監       |      | アーガイル公爵                 | 1725年 - 1730年 |
| 陸軍支払長官     |      | コーンウォリス男爵             | 1721年 - 1722年 |
| 陸軍支払長官     |      | スペンサー・コンプトン         | 1722年 - 1730年 |
| 王室家政長官     |      | アーガイル公爵                 | 1721年 - 1725年 |
| 王室家政長官     |      | ドーセット公爵                 | 1725年 - 1730年 |
| 宮内長官         |      | ニューカッスル公爵             | 1721年 - 1724年 |
| 宮内長官         |      | グラフトン公爵                 | 1724年 - 1730年 |
| 主馬頭           |      | スカーブラ伯爵                 | 1721年 - 1730年 |

| 先代 第2次スタンホープ＝サンダーランド内閣 | グレートブリテン王国の内閣 1721年 - 1730年 | 次代 ウォルポール内閣 |